# Spähkorb

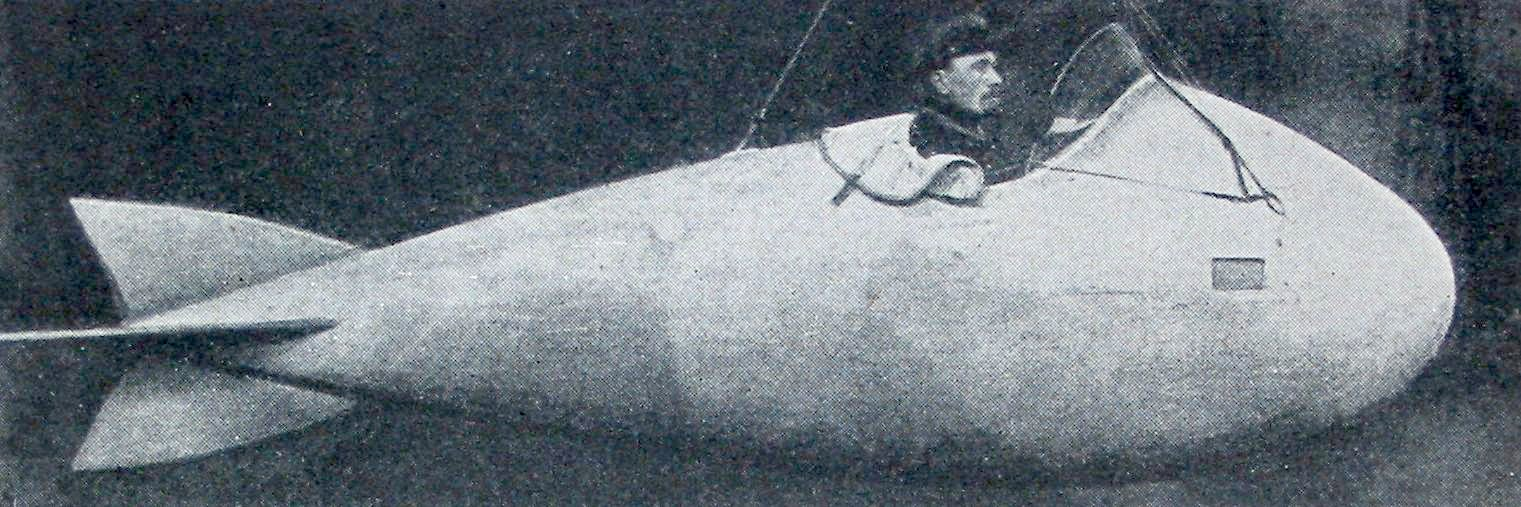
Juray-Spähgondel

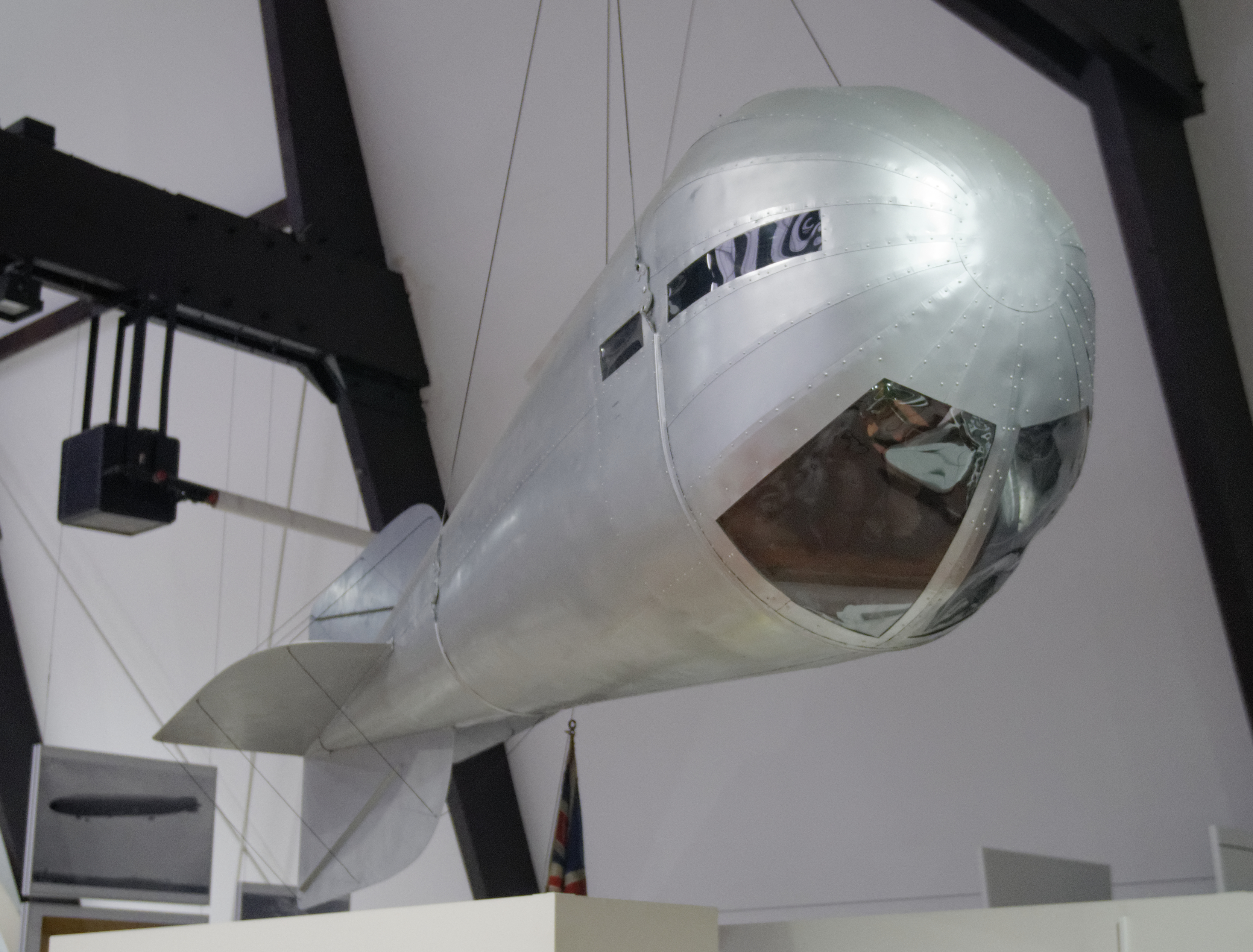
Nachbau der Spähgondel von LZ 19

Die Spähgondel (auch Spähkorb, Späher-Korb, Spionagekorb, Engelskorb) war eine an einem Zeppelin hängende Beobachtungsgondel, die durch eine Wolkendecke abgelassen werden konnte. Von dort aus konnte der Späher per Fernsprechverbindung das Luftschiff zu seinem Ziel für den Bombenabwurf leiten oder man konnte Luftaufklärung betreiben. Sie wurde ein- bis wahrscheinlich zweimal im Ersten Weltkrieg (1914–1918) auf der deutschen Seite an Militärluftschiffen verwendet.

## Spähgondel von Lehmann – Deutschland

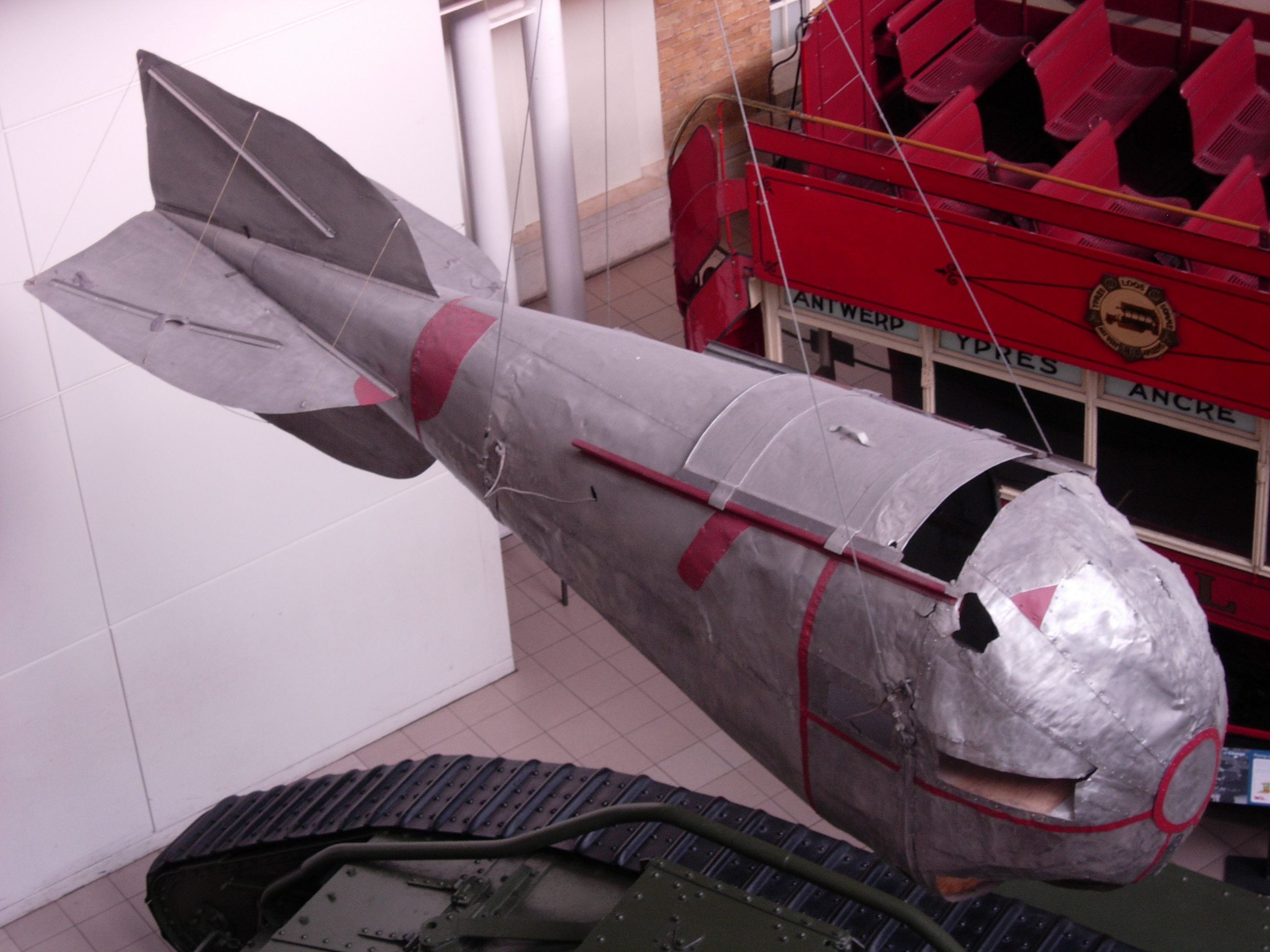
Lehmann-Spähgondel im Imperial War Museum

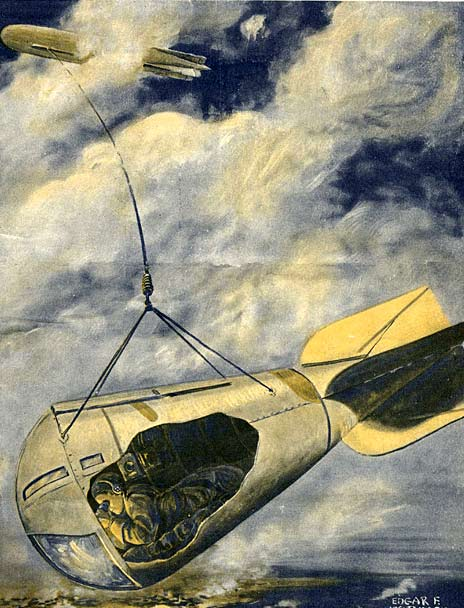
Zeichnerische Darstellung am Titelblatt des Scientific American vom 23. Dezember 1916

Die Flugzeuge der Kriegsgegner wurden schneller, zuverlässiger und steigfähiger, die Scheinwerfer stärker und die Abwehrgeschütze wirkungsvoller. Die Luftschiffer mussten jedes Mal bei Überschreiten der Grenze auf Angriffe gefasst sein.
Ernst A. Lehmann und Freiherr Max von Gemmingen-Guttenberg (Neffe von Ferdinand von Zeppelin) hatten die Idee zu einer Spähgondel, von der aus das Luftschiff dirigiert werden konnte, während dieses für den Feind unsichtbar über den Wolken fuhr. Als Ingenieur arbeitete Lehmann die Idee technisch aus. Auch andere Entwickler hatten denselben Einfall, darunter ein Zivilingenieur Hagen in Köln.
Von Letzterem besorgten sie sich eine Handwinde mit einem 3,8 mm starken und 300 m langen Stahlseil, welche im Bombenraum von Z XII (LZ 26) montiert wurde. Ein altes Butterfass wurde mit einem Schwanzstück versehen und als Stoßschutz mit ein paar Stahlfedern am Seil befestigt. Ein gewöhnliches Feldtelefon stellte die Verbindung zur Führergondel her. Lehmann ließ dem Steuermann die Augen verbinden und sich selbst mit einem Taschenkompass im Butterfass hinablassen. Die Kommunikation klappte gut und Lehmann konnte das Schiff wie gewünscht in jede Richtung dirigieren.
Darauf wurde eine leistungsfähige Winde in Auftrag gegeben, welche durch einen der Benzinmotoren des Schiffes angetrieben werden sollte. Es wurde ein 900 m langes hochwertiges Stahlseil angefertigt, in das ein mit Gummi isolierter Kupferdraht als Telefonleitung eingearbeitet wurde. Der Spähkorb war aus Weidenruten. Er wurde von Max Oertz konstruiert. Am Heck hatte er Schwanz und Seitensteuer, welche seitliche Schwingungen ausgleichen sollten, wenn das Luftschiff in störende Luftströmungen geriet, was sich in der Praxis letztlich als unnötig erwies. Er enthielt einen bequemen Stuhl, einen Kartentisch, Kompass, Fernsprecher, elektrisches Licht und einen Blitzableiter. Die ganze Konstruktion wog etwa 1,5 t.
Der Versuch und der Einbau haben vermutlich zwischen dem 14. Dezember 1914 und 19. Januar 1915 stattgefunden.
Am 17. März 1915 sollte Z XII Bomben über London abwerfen. Bedingt durch den Nebel konnten die Mannschaft aber die Themsemündung nicht finden. Beim Rückweg nahm sie als Ersatzziel Calais. Die Wolken lagen 1200 Meter über Land und über See, darunter war die Sicht klar: die idealen Bedingungen, um den Spähkorb auszuprobieren. Es kam zu einem freundschaftlichen Streit zwischen Lehmann und Gemmingen, wer in den Spähkorb sollte. Gemmingen berief sich darauf, dass er als Generalstabsoffizier und Beobachter an Bord sei und der Schiffsführer in der Führergondel bleiben müsse, worauf ihm Lehmann recht gab. Vor Calais wurden die Motoren gedrosselt, um möglichst spät gehört zu werden und der Spähkorb wurde 800 m hinabgelassen. Am Boden hörte man das Brummen der Motoren und die Artillerie schoss in diese Richtung. Aber nur ein einziges Mal kam eine explodierende Granate dem Luftschiff so nahe, dass sie von dort wahrgenommen wurde. Unter den Anweisungen Gemmingens kreiste Z XII 45 Minuten über Calais und warf bei fünf Angriffen Bomben auf Bahnhof, Schuppen der Docks, Munitionslager und andere Gebäude. Die Lichtkegel der Suchscheinwerfer am Boden durchdrangen die Wolkendecke nicht und die Gondel war zu klein, um bemerkt zu werden.
Am Boden rätselte man, wie es gelungen sei, sich unsichtbar zu machen. Man vermutete ein System von Spiegeln und Farben, obwohl dies von der Wissenschaft schon als unmöglich erkannt worden war. Einige unschuldige Einwohner, die in der Nacht mit ihren Fahrrädern unterwegs waren, wurden deshalb verdächtigt, mit ihren Laternen Signale gegeben zu haben und vorübergehend verhaftet.
Auf der Fahrt vom 2. bis 6. September 1916 bombardierte der LZ 60 (taktisch: LZ 90) London. Am 4. September wurde die mitgeführte Beobachtungsgondel abgeworfen, um größere Höhe zu erreichen, was mit der Rekordhöhe von 5.900 m erreicht wurde. Wahrscheinlich dieses Exemplar wurde in der Nähe von Colchester gefunden und ist nun im Imperial War Museum in London ausgestellt.
Auf den Konstruktionszeichnungen von LZ 62 (taktisch: L 30, erste Fahrt: 28. Mai 1916) und LZ 72 (taktisch: L 31, erste Fahrt: 12. Juli 1916) ist eine Spähkorbanlage zwar eingezeichnet, sie wurde aber bei den Marineluftschiffen nicht mehr eingebaut. Auf einigen Fotos des Heeresluftschiffs LZ 83 (taktisch: LZ 113, erste Fahrt: 22. Februar 1917) ist dagegen ein fischförmiger Spähkorb auszumachen. Auf dem Heeresluftschiff LZ 77 (taktisch: LZ 107, erste Fahrt: 16. Oktober 1916) soll sich ebenfalls ein Spähkorb befunden haben.
Die Marine lehnte die Anwendung des Spähkorbes vor allem wegen des hohen Gewichts ab. Auch Kommandanten späterer, größerer Schiffe verzichteten fast durchgehend auf die Mitnahme der Spähgondel. Auch zeigte sich, dass die Wetterlagen, bei denen das Schiff noch starten und landen und den Spähkorb verwenden konnte, selten waren. Es gab nur einen oder zwei Fälle, bei denen ein Angriff mit Hilfe des Spähkorbbeobachters erfolgreich lief.

## Beobachtungsgondel von Gergassewitsch – Österreich-Ungarn

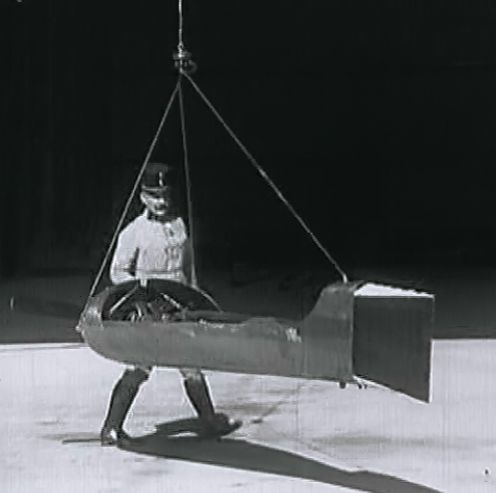
Beobachtungsgondel der Österreichisch-Ungarischen Armee

In den letzten Tagen des Weltkrieges hat der österreichisch-ungarische Oberleutnant Gergassewitsch (phonetisch notiert) eine abgeänderte Variante der Beobachtungsgondel zur Luftaufklärung entwickelt. Es war ebenso ein pfeilartiger Körper. Am Heck hatte er ein seitlich bewegbares Ruder und an der Vorderseite einen batteriebetriebenen Propeller, die durch einen liegenden Menschen bedient wurden. An einem bis zu 2.000 m langen Drahtseil konnten somit seitliche Bewegungen ausgeführt werden, beziehungsweise im Kreis geflogen werden.
Ein Demonstrationsfilm der ehemals geheimen und zwischenzeitlich in Vergessenheit geratenen Erfindung wurde in der österreichischen Wochenschau vom 5. Januar 1934 gezeigt, als auch über die amerikanischen Versuche berichtet wurde.

## Spy Basket der USA

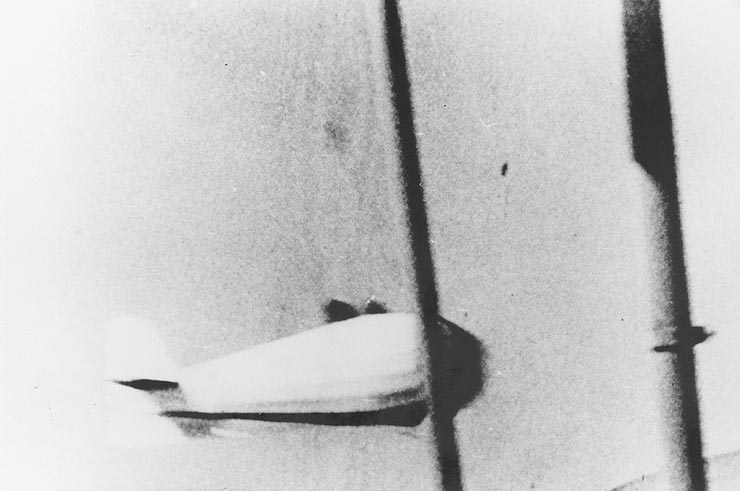
Spähkorb an der USS Macon (ZRS-5) am 27. September 1934

In den Vereinigten Staaten wurden Spähgondeln mit dem Luftschiffe USS Akron (ZRS-4) (in Dienst vom 2. Oktober 1931 bis 4. April 1933) und dessen Nachfolger USS Macon (ZRS-5) (in Dienst vom 21. April 1933 bis 12. Februar 1935) erprobt.